# Flavipina
La flavipina es un antibiótico producido por Epicoccum nigrum y por E. andropogonis, cuya fóormula es 3,4,5-trihidroxi-6-metilftalaldehído), un metabolito conocido de Aspergillus flavipes y A. terreus . Es una sustancia antifúngica, solo estable en solución acuosa a pH bajo. Se ha encontrado que la flavipina actúa como antagonista contra nemátodos y hongos. Tiene una potente acción antioxidante in vivo e in vitro en enfermedades asociadas a radicales libres.